# Team Joker/Saison 2015

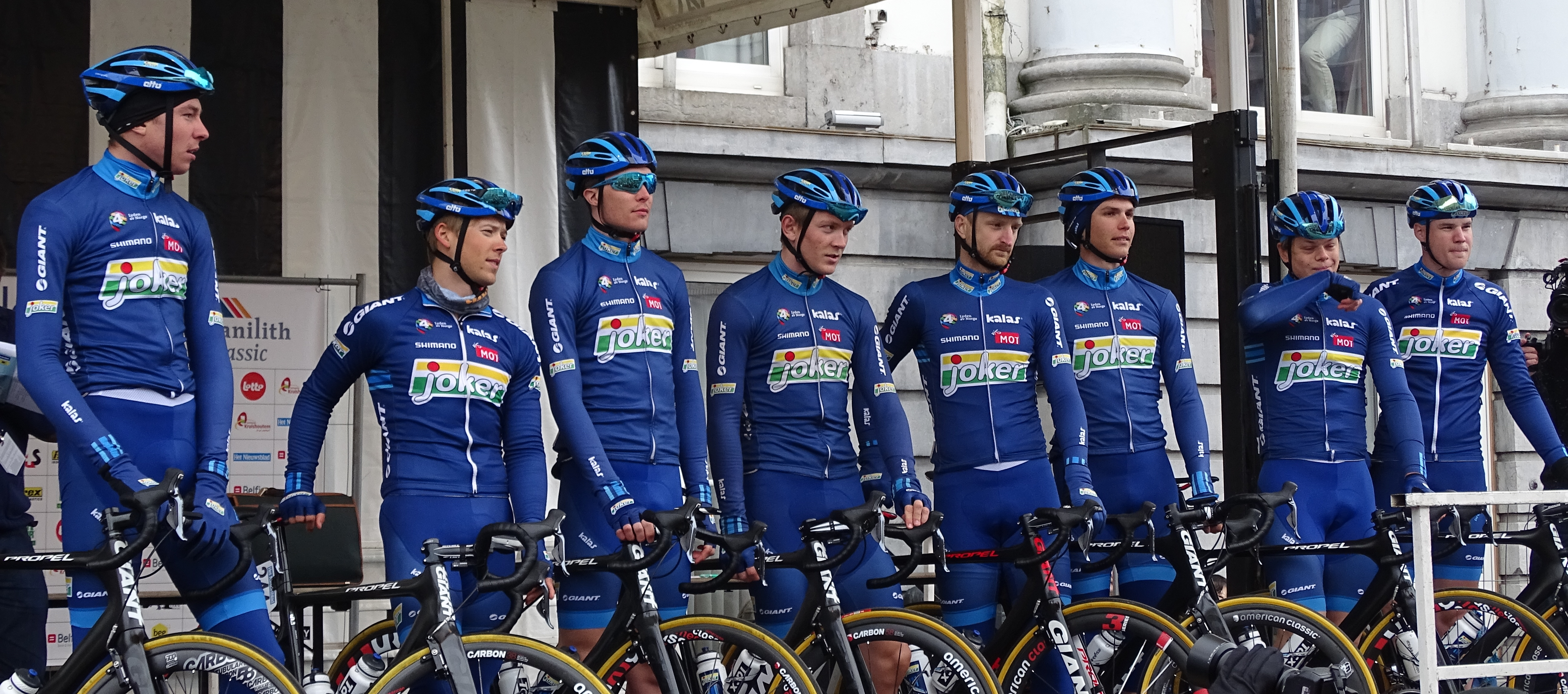
Team Joker in Deinze, Belgien, 18. März 2015

Dieser Artikel listet Erfolge und Fahrer des Radsportteams Team Joker in der Saison 2015 auf.

## Erfolge in der UCI Europe Tour
| Datum                | Rennen                                             | Kat. | Fahrer               |
| -------------------- | -------------------------------------------------- | ---- | -------------------- |
| 26. März             | 3. Etappe Tour de Normandie                        | 2.2  | Daniel Hoelgaard     |
| 28. März             | 5. Etappe Tour de Normandie                        | 2.2  | Bjørn Tore Hoem      |
| 25. April            | 1. Etappe Tour de Bretagne                         | 2.2  | Adrian Aas Stien     |
| 29. April            | 5. Etappe Tour de Bretagne                         | 2.2  | Daniel Hoelgaard     |
| 13. Juni             | 3. Etappe Ronde de l’Oise                          | 2.2  | Vegard Stake Laengen |
| 21. Juni             | Norwegische Meisterschaft – Straßenrennen (U23)    | CN   | Odd Christian Eiking |
| 25. Juni             | Norwegische Meisterschaft – Einzelzeitfahren (U23) | CN   | Truls Engen Korsæth  |
| 30. Juli             | 1. Etappe Tour Alsace                              | 2.2  | Bjørn Tore Hoem      |
| 1. August            | 3. Etappe Tour Alsace                              | 2.2  | Vegard Stake Laengen |
| 28. Juli – 2. August | Gesamtwertung Tour Alsace                          | 2.2  | Vegard Stake Laengen |

## Abgänge – Zugänge
| Zugänge               | Team 2014                    | Abgänge               | Team 2015              |
| --------------------- | ---------------------------- | --------------------- | ---------------------- |
| Vegard Stake Laengen  | Bretagne-Séché Environnement | Kristoffer Skjerping  | Team Cannondale-Garmin |
| Daniel Hoelgaard      | Etixx                        | Vegard Robinson Bugge | Team Sparebanken Sør   |
| Amund Grøndahl Jansen | Team Sparebanken Sør         | Jo Kogstad Ringheim   | Karriereende           |
| Bjørn Tore Hoem       | Team Sparebanken Sør         | Martin Olsen          | Unbekannt              |
| Sindre Skjøstad Lunke | Team Sparebanken Sør         | Oskar Svendsen        | Unbekannt              |
| Anders Skarseth       | Neoprofi                     |                       |                        |
| Adrian Aas Stien      | Neoprofi                     |                       |                        |

## Mannschaft
| Teamkader 2015                                     | Teamkader 2015     | Teamkader 2015 | Teamkader 2015                      |
| Name                                               | Geburtsdatum       | Land           | Vorheriges Team                     |
| -------------------------------------------------- | ------------------ | -------------- | ----------------------------------- |
| Reidar Bohlin Borgersen                            | 10. April 1980     | Norwegen       | Geithus Idrettslag (2010)           |
| Odd Christian Eiking                               | 28. Dezember 1994  | Norwegen       | Bergen CK (2013)                    |
| Daniel Hoelgaard                                   | 1. Juli 1993       | Norwegen       | Etixx (2014)                        |
| Bjørn Tore Hoem                                    | 12. April 1991     | Norwegen       | Sparebanken Sør (2014)              |
| Amund Grøndahl Jansen                              | 11. Februar 1994   | Norwegen       | Sparebanken Sør (2014)              |
| Truls Engen Korsæth                                | 16. September 1993 | Norwegen       | Lillehammer Cykleklubb (2012)       |
| Vegard Stake Laengen                               | 7. Februar 1989    | Norwegen       | Bretagne-Séché Environnement (2014) |
| Philip Lindau                                      | 18. August 1991    | Schweden       | People4you-Unaas Cycling (2013)     |
| Sindre Lunke                                       | 17. April 1993     | Norwegen       | Sparebanken Sør (2014)              |
| Anders Skaarseth                                   | 7. Mai 1995        | Norwegen       | Lillehammer Cykleklubb (2014)       |
| Adrian Aas Stien                                   | 28. Oktober 1992   | Norwegen       | TVK Elite (2014)                    |
| Edvin Wilson                                       | 25. April 1989     | Schweden       | CykelCity.se (2012)                 |
| Kristoffer Halvorsen (1. Aug.–31. Dez., Stagiaire) | 13. April 1996     | Norwegen       | Glåmdal Sykleklubb (2014)           |
|                                                    |                    |                |                                     |
| Quelle: ProCyclingStats                            |                    |                |                                     |